# Le Temps des cerises (marque)
Pour les articles homonymes, voir Le Temps des cerises (homonymie).
Le Temps des cerises est une marque française de vêtements confectionnant essentiellement des jeans et des accessoires exploitée par la société Indigo Gallery.
La marque est créée à Marseille en 1998. Elle se place essentiellement dans une lignée vintage.
Fin 2018, elle dispose de 68 établissements (boutiques et entrepôts).

## Activité, résultats, effectif
|                                        | 2014 | 2015 | 2016 | 2017 | 2018 | 2019 |
| -------------------------------------- | ---- | ---- | ---- | ---- | ---- | ---- |
| Chiffre d'affaires en millions d'euros | 32   | 31   | 31   | 32   | 35   |      |
| Résultat net en millions d'euros       | -1,2 | -3,1 | -2,2 | +0,6 | -2,2 |      |
| Effectif moyen annuel                  | 225  | 223  | 221  | 250  | 322  |      |